# Edwin Flack

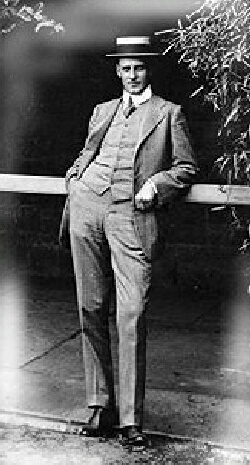
Edwin Flack durante los Juegos Olímpicos de 1896: el primer campeón olímpico en las carreras de 800 y 1500 m.

Edwin Harold "Teddy" Flack (nacido en Londres, el 5 de noviembre de 1873 – fallecido el 10 de enero de 1935) fue un atleta y jugador de tenis australiano. 
Teddy, como era conocido, se mudó con su familia a la ciudad de Berwick en Australia cuando tenía tan sólo cinco años. Su primer contacto con el atletismo lo tuvo viviendo ya en Australia, donde ingresó en el London Athletic Club con la intención de prepararse para participar en los primeros juegos de la era moderna en Atenas 1896. Durante este periodo consiguió ser campeón de Australia de la milla en los años 1893 y 1894.
Llegado el momento de competir en Atenas, consiguió llegar después de un incómodo viaje que duró seis días, justo a tiempo para poder disputar las eliminatorias de la primera prueba en la que iba a competir, los 800 metros lisos. Teddy consiguió ganar esta primera ronda eliminatoria con un tiempo de 2m 10 s. En su segundo día de estancia en la capital griega, compitió en la final de la prueba de 1500 m lisos imponiéndose en un emocionante sprint final, al favorito de la prueba Arthur Blake. De esta manera consiguió su primera medalla olímpica e inaugurar el palmarés de campeones olímpicos de la prueba de 1500.
El cuarto día, ganó su segunda medalla olímpica al ganar la final de la prueba de 800 metros lisos con un tiempo de 2m 11s. Justo un día después también compitió en la carrera del maratón, cuando nunca había corrido más de 15 km. Consiguió mantenerse en segunda posición detrás del francés Albin Lermusiaux, bronce en el 1500, y cuando este se retiró en el km 32, consiguió liderar la carrera. Pero cuando tan solo quedaban 4 km para terminar, Teddy se cayó y cuando un espectador griego intento ayudarle Teddy le golpeó tirándolo al suelo. Fue descalificado de la prueba y repudiado por el resto de atletas.
En Atenas también compitió en otro deporte, el tenis. En la categoría individual perdió en primera ronda con el griego Aristidis Akratopoulos. Pero no así en la categoría de dobles en la que compitió junto a su amigo George Robertson, en la que consiguieron llegar a semifinales, donde perdieron con los griegos Dionysios Kasdaglis y Demetrios Petrokokkinos, quedando en tercer lugar. A pesar de no existir el premio de medalla de bronce para los terceros clasificados, el Comité Olímpico Internacional los reconoce como medallistas olímpicos de bronce en este evento.
Volvió a Melbourne en el año 1899. Con su padre primero y su hermana después fundó la empresa Flack & Flack, con cinco delegaciones en Australia, Sídney, Brisbane, Adelaida, Perth y dos en Nueva Zelanda en Auckland y Wellington.

## Honores
- En Berwick existe un parque que lleva su nombre en reconocimiento al primer medallista olímpico de la ciudad y de Australia.
- En la escuela Melbourne Grammar el nuevo campo de deportes lleva su nombre en su honor en memoria a su paso por esta escuela.